# Boraras brigittae
Boraras brigittae és una espècie de peix cipriniforme de la família dels ciprínids.

## Morfologia
Els mascles poden assolir els 3,5 cm de longitud total.

## Distribució geogràfica
Es troba al sud de Borneo (Indonèsia).